# تارچیسیو بورنیک
تارچیسیو بورنیک (به ایتالیایی: Tarcisio Burgnich) (زادهٔ ۲۵ آوریل ۱۹۳۹ – درگذشتهٔ ۲۶ مهٔ ۲۰۲۱) بازیکن فوتبال اهل ایتالیا بود 

## تیم ملی
از سال ۱۹۶۳ میلادی عضو تیم ملی فوتبال ایتالیا بوده و در ۶۶ بازی ملی حضور داشته‌است. او در بازی‌های ملی‌اش ۲ گل به ثمر رساند. تارچیسیو بورنیک آخرین بازی ملی خود را در سال ۱۹۷۴ میلادی انجام داد.